# Allium nevsehirense
Allium nevsehirense là một loài thực vật có hoa trong họ Amaryllidaceae. Loài này được Koyuncu & Kollmann mô tả khoa học đầu tiên năm 1978.